# Wickenburg
Wickenburg é uma vila localizada no estado americano do Arizona, nos condados de Maricopa e Yavapai. Foi incorporada em 1909.

## Geografia
De acordo com o United States Census Bureau, a vila tem uma área de 48,6 km², onde todos os 48,6 km² estão cobertos por terra.

### Localidades na vizinhança
O diagrama seguinte representa as localidades num raio de 56 km ao redor de Wickenburg.

## Demografia
Segundo o censo nacional de 2010, a sua população é de 6 363 habitantes e sua densidade populacional é de 131 hab/km². Possui 3 619 residências, que resulta em uma densidade de 74,5 residências/km².